# Enrique Jardiel Poncela
Enrique Jardiel Poncela (Madrid, 15 ottobre 1901 – Madrid, 18 febbraio 1952) è stato un drammaturgo spagnolo.
Si distinse per i suoi romanzi pieni di ironia e le sue commedie spesse volte parodie di romanzi.

## Romanzi
- Amor se escribe sin hache (1928)
- Espérame en Siberia, vida mía
- Pero... ¿hubo alguna vez once mil vírgenes? (1931)
- La tournée de Dios (1932)

## Commedie
- El príncipe Raudhick, 1919.
- La banda de Saboya, 1922.
- Mi prima Dolly, 1923.
- ¡Te he guiñado un ojo!, 1925.
- La hoguera, 1925.
- La noche del Metro, 1925.
- ¡Achanta que te conviene!, 1925.
- El truco de Wenceslao, 1926.
- ¡Qué Colón!, 1926.
- ¡Vamos a Romea!, 1926.
- Se alquila un cuarto, 1925.
- Fernando el Santo, 1926.
- No se culpe a nadie de mi muerte, 1926.
- Una noche de primavera sin sueño (1927)
- El cadáver del señor García (1930)
- Usted tiene ojos de mujer fatal (1932)
- Angelina o el honor de un brigadier (renamed Angelina o un drama en 1880, 1934)
- Un adulterio decente (1935)
- Las cinco advertencias de Satanás (1935)
- Intimidades de Hollywood, 1935.
- La mujer y el automóvil, 1935.
- El baile, 1935.
- Morirse es un error (renamed Cuatro corazones con freno y marcha atrás, 1935)
- Cuatro corazones con freno y marcha atrás (1936)
- Carlo Monte en Monte Carlo (operetta with music by Jacinto Guerrero, 1939)
- Un marido de ida y vuelta (1939)
- Eloísa está debajo de un almendro (1940)
- Los ladrones somos gente honrada (1940)
- El amor sólo dura 2.000 metros (1941)
- Madre (el drama padre) (1941)
- Es peligroso asomarse al exterior (1942)
- Los habitantes de la casa deshabitada (1942)
- Blanca por fuera y Rosa por dentro (1943)
- Las siete vidas del gato (1943)
- A las seis en la esquina del bulevar (1943)
- Es peligroso asomarse al exterior (1945)
- Tú y yo somos tres (1945)
- El pañuelo de la dama errante (1945)
- El amor del gato y del perro (1945)
- Agua, aceite y gasolina (1946)
- El sexo débil ha hecho gimnasia (1946)
- Como mejor están las rubias es con patatas (1947)
- Los tigres escondidos en la alcoba (1949)